# Leavenworthia
Leavenworthia es un género de plantas fanerógamas de la familia Brassicaceae.  Comprende 11 especies descritas y de estas solo 6  aceptadas.

## Descripción
Son plantas anuales, terrestres, glabras. Las hojas, todas o casi todas, en rosetas basales y  pecioladas, las hojas pinnado-lobuladas, los márgenes  enteros minuciosamente dentados u ondulados, el lóbulo terminal claramente o ligeramente mayor que los 2-10 pares de foliolos laterales. Las inflorescencias generalmente de flores solitarias, de un tallo largo que surge de las hojas en roseta, rara vez un corto reducido racimo, con pocas flores. Sépalos estrechamente oblongos, difusión o erectos. Pétalos claramente dentados en el ápice, blanco, amarillos o lavanda hacia la punta y de color amarillo a naranja hacia la base. Frutas lineales o estrechamente oblongas (elípticas o casi circulares ), hasta 10 veces   más largo que ancho, aplanadas (de sección transversal circular-en otro lugar), algo carnoso, dehiscente longitudinalmente. Semillas en 1 fila en cada lóculo, circular, aplanado, en términos generales con alas en todas o casi sin alas, la superficie con un prominente patrón en forma de panal, de color marrón rojizo.

## Taxonomía
El género fue descrito por John Torrey  y publicado en Annals of the Lyceum of Natural History of New York 4(1): 87–94, pl. 5. 1837.

## Especies aceptadas
A continuación se brinda un listado de las especies del género Leavenworthia aceptadas hasta septiembre de 2013, ordenadas alfabéticamente. Para cada una se indica el nombre binomial seguido del autor, abreviado según las convenciones y usos.
- Leavenworthia alabamica Rollins
- Leavenworthia aurea Torr.
- Leavenworthia crassa Rollins
- Leavenworthia exigua Rollins
- Leavenworthia texana Mahler
- Leavenworthia uniflora (Michx.) Britton